# Espectroscòpia de ruptura induïda per làser

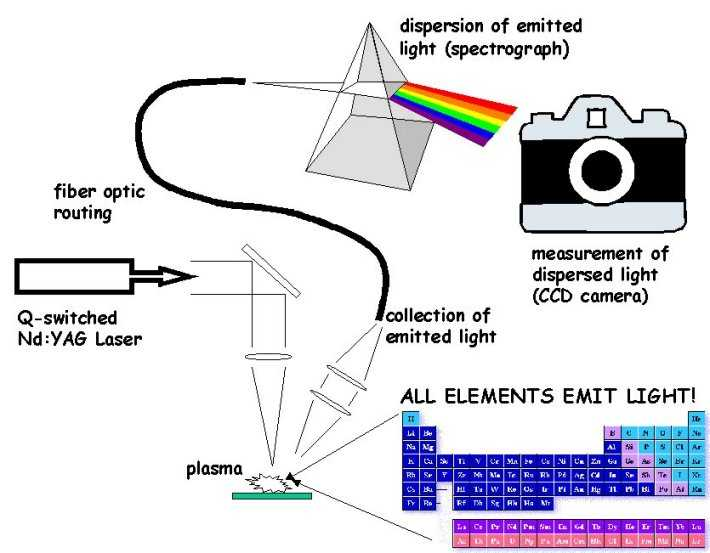
Esquema d'un sistema LIBS - Cortesia del US Army Research Laboratory.

L'espectroscòpia de ruptura induïda per làser (LIBS) és un tipus d'espectroscòpia d'emissió atòmica que utilitza un pols làser d'alta energia com a font d'excitació. El làser s'enfoca per formar un plasma, que atomitza i excita mostres. La formació del plasma només comença quan el làser enfocat aconsegueix un cert llindar de descomposició òptica, que generalment depèn de l'entorn i del material objectiu.
Del 2000 al 2010, el Laboratori d'Investigació de l'Exèrcit dels EUA (ARL) va investigar possibles extensions de la tecnologia LIBS, que es va centrar en la detecció de materials perillosos. Les aplicacions investigades a l'ARL incloïen la detecció de residus explosius i altres materials perillosos, la discriminació de mines terrestres de plàstic i la caracterització de materials de diversos aliatges i polímers metàl·lics. Els resultats presentats per ARL suggereixen que LIBS pot ser capaç de discriminar entre materials energètics i no energètics.
L'any 2000, l'any 2003 es van desenvolupar i comercialitzar espectròmetres de banda ampla d'alta resolució. Dissenyat per a l'anàlisi de materials, l'espectròmetre va permetre que el sistema LIBS fos sensible als elements químics en baixa concentració.
Les aplicacions ARL LIBS estudiades del 2000 al 2010 van incloure:
- Provat per a la detecció d'agents alternatius Halon.
- S'ha provat un sistema LIBS portàtil de camp per a la detecció de plom a la terra i la pintura.
- Estudi de l'emissió espectral d'alumini i òxids d'alumini de l'alumini a granel en diferents gasos de bany.
- Modelat cinètic realitzat de plomalls LIBS.
- Va demostrar la detecció i la discriminació de materials geològics, mines terrestres de plàstic, explosius i agents de guerra química i biològica substituts.

Els prototips ARL LIBS estudiats durant aquest període van incloure:
- Configuració de LIBS de laboratori.
- Sistema comercial LIBS.
- Dispositiu LIBS portàtil per a homes.
- Sistema LIBS Standoff desenvolupat per a la detecció i discriminació de residus explosius a més de 100 m.